# Szczepan Sadurski
Szczepan Piotr Sadurski (* 9. června 1965, Lublin) je polský satirik, karikaturista, novinář, předseda organizace Partia Dobrego Humoru (Good Humor Party) založené v Polsku v roce 2001.

## Život
V roce 1895 ukončil výtvarné lyceum. Publikoval více než 5 tisíc obrázků v 200 časopisech.[zdroj?]
Je laureátem několika cen, např. Złota Szpilka'86 (cena časopisu Szpilki v soutěži na nejlepší obrázek roku).
Je zakladatelem Vydavatelství Humoru a Satiry Superpress (1991) a šéfredaktorem časopisu Dobry Humor. Je autorem nápadu a předsedou Strany Dobré Nálady (Partia Dobrego Humoru = Good Humor Party) – neformální, mezinárodní organizace pro osoby rády se smějící (má více než 3 tisíce členů v Polsku a jiných zemích světa).
Je majitelem internetového satirického portálu Sadurski.com. Byl porotcem mnoha satirických a kabaretních soutěží v Polsku a také v Turecku a Švédsku.[zdroj?] Bydlí v hlavním městě Polska, Varšavě.